# Ochotona thomasi
Ochotona thomasi або пискуха Томаса — вид зайцеподібних гризунів родини Пискухові (Ochotonidae). Це ендемік Китаю, що мешкає в горах Ціляньшань.

## Таксономія
Пискуха томаса вперше була описана в 1948 році російським зоологом Агріропуло. Вид отримав назу на честь відомого британського теріолога Олдфілда Томаса.

## Опис
Довжина тіла гризуна від 10,5 до 16,5 см, вага від 45 до 119 г. Колір літнього хутра- червонувато-кричневий, живіт жовтуватий або білий. Колір зимового хутра сірий, шерстинки на кінці чорні.

## Поширення
Це рідкісний ендемік Китаю. Він мешкає на сході гірського хребту Ціляньшань, в провінціях Цинхай, Ганьсу і Сичуань.

## Екологія
Пискуха Томаса мешкає на луках і чагарниках. Основними рослинами є перстач чагарниковий, карагана, рододендрон і верба. Вид мешкає на висоті від 3400 до 4020 м над рівнем моря.
Пискуха Томаса симпатрична ганьсуйській пискуці. В свою чергу пискуха ганьсуйська часто симпатрична тибетській пискуці, однак немає свідчень про співмешкання тибетської пискухи і пискухи Томаса.

## Поведінка
Вид веде денний спосіб життя. Живе невеликими сімейними групами. Через брак досліджень докладних відомостей про розмноження і поведінку пискух Томаса немає.

## Збереження
В 1994 році вид мас статус "недостатньо даних". В 1996 році він отримав статус виду, стан якого близький до загрозливого. Однак в 2008 році він був визнаний видом з найменшими ризиком. Це пов'язано з тим, що хоча про його чисельність данних все ще немає, очевидно, що це численний вид. Заходів зі збереження виду не проводиться.